# 王城夕紀
王城 夕紀（おうじょう ゆうき、1978年 -）は、日本の小説家。ファンタジーやSFに分類される作品を得意とする。

## 経歴・人物
神奈川県生まれ。早稲田大学第一文学部卒業。2014年3月、王城夕輝名義で投稿した「天の眷属」が、第10回C★NOVELS大賞特別賞を受賞し、同年7月に「天の眷族」を『天盆』と改題して刊行、作家デビューした。

## 作品リスト

### 単行本
- 『天盆』（中央公論新社、2014年7月24日）
  - 文庫版（中公文庫、2017年7月21日）
- 『マレ・サカチのたったひとつの贈物』（中央公論新社、2015年2月24日）
  - 文庫版（中公文庫、2018年3月24日） - 「解説」金原瑞人
- 『青の数学』（新潮文庫nex、2016年7月28日）
- 『青の数学 2 ユークリッド・エクスプローラー』（新潮文庫nex、2016年10月28日）
- 『ノマディアが残された』（中央公論新社、2024年8月20日）

### アンソロジー・雑誌掲載作品
- 「ノット・ワンダフル・ワールズ」（『伊藤計劃トリビュート』ハヤカワ文庫JA、2015年8月25日）
- 「ホープ・ソング」 - 『Number Do』Vol.25、2016年3月（文芸春秋）
  - 『走る?』（アンソロジー、文春文庫、2017年8月4日）に収録されている。
- 「スティル・サマー」 - 『小説BOC １』2016年4月（中央公論新社）
- 「グッドナイト、キャピタリズム」 - 『文芸ラジオ』4号（東北芸術工科大学芸術学部文芸学科、2018年5月26日）